# KKRtv
KKRtv er en dansk tv-kanel, kanalen startede i oktober 1984. Kanalen arbejder ifølge den selv "ud fra et kristent livs- og menneskesyn". KKRtv har lokaler i Københavns Kulturcenter på Nørrebro.